# 格卢博基 (罗斯托夫州)
格卢博基（羅馬化：Glubokiy）是俄罗斯罗斯托夫州卡缅斯卡亚区行政中心，同时也是该区唯一一座市级镇。地处罗斯托夫州西北部，位于顿河流域北顿涅茨河一支流格卢博卡亚河（Глубокая）畔，在州府顿河畔罗斯托夫东北方。附近的较大城市有所在区的前行政中心卡缅斯克-沙赫京斯基。
镇内设有同名铁路车站；M4公路（顿河公路）从该镇东侧经过。
该地2022年人口有7,649人；2010年人口9,880；2002年人口11,242；1989年人口12,198。